# Промежуточные выборы (США)
Промежуточные выборы в Соединенных Штатах - это всеобщие выборы, которые проводятся в середине четырехлетнего срока полномочий президента, во вторник после первого понедельника ноября. Во время промежуточных выборов заполняются все 435 мест в Палате представителей США и 33 или 34 из 100 мест в Сенате США.
Кроме того, 34 из 50 штатов США избирают своих губернаторов на четырехлетний срок во время промежуточных выборов, а Вермонт и Нью-Гэмпшир избирают губернаторов на двухлетний срок как во время промежуточных, так и президентских выборов. Таким образом, 36 губернаторов избираются во время промежуточных выборов. Во многих штатах в промежуточные годы также избираются должностные лица в законодательные органы штатов. Также проводятся выборы на муниципальном уровне. В бюллетенях для голосования также можно увидеть кандидатов в мэры, другие местные государственные должности, а также широкий спектр гражданских инициатив.
Специальные выборы часто проводятся одновременно с обычными выборами, поэтому дополнительные сенаторы, губернаторы и другие местные чиновники могут быть избраны на неполный срок.
Промежуточные выборы характеризуются более низкой явкой избирателей, чем президентские выборы. В то время как явка на последних за последние 60 лет составила около 50-60%, на промежуточных выборах на избирательные участки приходит только около 40% имеющих право голоса. Исторически сложилось так, что на промежуточных выборах партия президента часто теряет места в Конгрессе, а также часто противоположная партия получает контроль над одной или обеими палатами Конгресса.

## Исторические рекорды промежуточных выборов
Промежуточные выборы иногда рассматриваются как референдум о результатах деятельности действующего президента и/или действующей партии.
Партия действующего президента, как правило, теряет позиции во время промежуточных выборов:. со времен Второй мировой войны партия президента теряет около 26 мест в Палате представителей и примерно 4 места в Сенате.
Более того, после введения прямых публичных промежуточных выборов только в семи из всех выборов (при президентах Вудро Вильсоне, Франклине Д. Рузвельте, Джоне Ф. Кеннеди, Ричарде Никсоне, Билле Клинтоне, Джордже Буше-младшем и Дональде Трампе) партия президента получила места в Палате представителей или Сенате, и только в двух из них (1934 год, Франклин Д. Рузвельт, и 2002 год, Джордж Буш-младший) партия президента получила места в обеих палатах.
| Год  | Президент              | Партия президента              | Чистая прибыль/потеря партии президента | Чистая прибыль/потеря партии президента |
| Год  | Президент              | Партия президента              | Количество мест в Палате представителей | Количество мест в Сенате                |
| ---- | ---------------------- | ------------------------------ | --------------------------------------- | --------------------------------------- |
| 1790 | Джордж Вашингтон       | Беспартийный                   | +3: (37 ► 40)                           | 0: (18 ► 18)                            |
| 1794 | Джордж Вашингтон       | Беспартийный                   | -4: (51 ► 47)                           | +3: (16 ► 19)                           |
| 1798 | Джон Адамс             | Федералистская                 | +3: (57 ► 60)                           | 0: (22 ► 22)                            |
| 1802 | Томас Джефферсон       | Демократическо-республиканская | +1: (38 ► 39)                           | -6: (15 ► 9)                            |
| 1806 | Томас Джефферсон       | Демократическо-республиканская | +2: (114 ► 116)                         | +1: (27 ► 28)                           |
| 1810 | Джеймс Мэдисон         | Демократическо-республиканская | +13: (94 ► 107)                         | 0: (26 ► 26)                            |
| 1814 | Джеймс Мэдисон         | Демократическо-республиканская | +5: (114 ► 119)                         | -3: (26 ► 22)                           |
| 1818 | Джеймс Монро           | Демократическо-республиканская | +13: (145 ► 158)                        | +2: (28 ► 30)                           |
| 1822 | Джеймс Монро           | Демократическо-республиканская | +34: (155 ► 189)                        | 0: (44 ► 44)                            |
| 1826 | Джон Куинси Адамс      | Демократическо-республиканская | -9: (109 ► 100)                         | -2: (21 ► 19)                           |
| 1830 | Эндрю Джексон          | Демократическая                | -10: (136 ► 126)                        | +1: (25 ► 26)                           |
| 1834 | Эндрю Джексон          | Демократическая                | 0: (143 ► 143)                          | +1: (21 ► 22)                           |
| 1838 | Мартин Ван Бюрен       | Демократическая                | -3: (128 ► 125)                         | -7: (35 ► 28)                           |
| 1842 | Джон Тайлер            | Беспартийный                   | -69: (142 ► 73)                         | -3: (30 ► 27)                           |
| 1846 | Джеймс Нокс Полк       | Демократическая                | -30: (142 ► 112)                        | +2: (33 ► 35)                           |
| 1850 | Миллард Филлмор        | Партия вигов                   | -22: (108 ► 86)                         | -3: (36 ► 33)                           |
| 1854 | Франклин Пирс          | Демократическая                | -75: (158 ► 83)                         | -3: (36 ► 33)                           |
| 1858 | Джеймс Бьюкенен        | Демократическая                | -35: (133 ► 98)                         | -4: (32 ► 38)                           |
| 1862 | Авраам Линкольн        | Республиканская                | -23: (108 ► 85)                         | +1: (31 ► 32)                           |
| 1866 | Эндрю Джонсон          | Национальный Союз              | +9: (38 ► 47)                           | 0: (10 ► 10)                            |
| 1870 | Улисс С. Грант         | Республиканская                | -32: (171 ► 139)                        | -5: (63 ► 58)                           |
| 1874 | Улисс С. Грант         | Республиканская                | -93: (199 ► 106)                        | -10: (52 ► 42)                          |
| 1878 | Ратерфорд Бёрчард Хейс | Республиканская                | -4: (136 ► 132)                         | -7: (38 ► 31)                           |
| 1882 | Честер Артур           | Республиканская                | -29: (151 ► 118)                        | 0: (37 ► 37)                            |
| 1886 | Гровер Кливленд        | Демократическая                | -16: (183 ► 167)                        | +2: (34 ► 36)                           |
| 1890 | Бенджамин Харрисон     | Республиканская                | -93: (179 ► 86)                         | -4: (47 ► 43)                           |
| 1894 | Гровер Кливленд        | Демократическая                | -127: (220 ► 93)                        | -4: (44 ► 40)                           |
| 1898 | Уильям Мак-Кинли       | Республиканская                | -21: (205 ► 189)                        | +6: (44 ► 50)                           |
| 1902 | Теодор Рузвельт        | Республиканская                | +9: (201 ► 210)                         | 0: (55 ► 55)                            |
| 1906 | Теодор Рузвельт        | Республиканская                | -27: (251 ► 224)                        | +2: (58 ► 60)                           |
| 1910 | Уильям Тафт            | Республиканская                | -56: (219 ► 163)                        | -9: (59 ► 50)                           |
| 1914 | Вудро Вильсон          | Демократическая                | -61: (291 ► 230)                        | +3: (50 ► 53)                           |
| 1918 | Вудро Вильсон          | Демократическая                | -22: (214 ► 192)                        | -4: (52 ► 48)                           |
| 1922 | Уоррен Гардинг         | Республиканская                | -77: (302 ► 225)                        | -7: (60 ► 53)                           |
| 1926 | Калвин Кулидж          | Республиканская                | -9: (247 ► 238)                         | -6: (56 ► 50)                           |
| 1930 | Герберт Гувер          | Республиканская                | -52: (270 ► 218)                        | -6: (56 ► 50)                           |
| 1934 | Франклин Рузвельт      | Демократическая                | +9: (313 ► 322)                         | +9: (60 ► 69)                           |
| 1938 | Франклин Рузвельт      | Демократическая                | -72: (334 ► 262)                        | -7: (75 ► 68)                           |
| 1942 | Франклин Рузвельт      | Демократическая                | -45: (267 ► 222)                        | -8: (65 ► 57)                           |
| 1946 | Гарри Труман           | Демократическая                | -54: (242 ► 188)                        | -10: (56 ► 46)                          |
| 1950 | Гарри Труман           | Демократическая                | -28: (263 ► 235)                        | -5: (54 ► 49)                           |
| 1954 | Дуайт Эйзенхаузер      | Республиканская                | -18: (221 ► 203)                        | -2: (49 ► 47)                           |
| 1958 | Дуайт Эйзенхаузер      | Республиканская                | -48: (201 ► 153)                        | -12: (47 ► 35)                          |
| 1962 | Джон Кеннеди           | Демократическая                | -4: (262 ► 258)                         | +4: (64 ► 68)                           |
| 1966 | Линдон Джонсон         | Демократическая                | -47: (295 ► 248)                        | -3: (67 ► 64)                           |
| 1970 | Ричард Никсон          | Республиканская                | -12: (192 ► 180)                        | +2: (43 ► 45)                           |
| 1974 | Джеральд Форд          | Республиканская                | -48: (192 ► 144)                        | -4: (42 ► 38)                           |
| 1978 | Джимми Картер          | Демократическая                | -15: (292 ► 277)                        | -2: (61 ► 59)                           |
| 1982 | Рональд Рейган         | Республиканская                | -26: (192 ► 166)                        | 0: (54 ► 54)                            |
| 1986 | Рональд Рейган         | Республиканская                | -5: (182 ► 177)                         | -8: (53 ► 45)                           |
| 1990 | Джордж Буш             | Республиканская                | -8: (175 ► 167)                         | -1: (45 ► 44)                           |
| 1994 | Билл Клинтон           | Демократическая                | -54: (258 ► 204)                        | -10: (57 ► 47)                          |
| 1998 | Билл Клинтон           | Демократическая                | +4: (207 ► 211)                         | 0: (45 ► 45)                            |
| 2002 | Джордж Буш младший     | Республиканская                | +8: (221 ► 229)                         | +2: (49 ► 51)                           |
| 2006 | Джордж Буш младший     | Республиканская                | -32: (231 ► 199)                        | -6: (55 ► 49)                           |
| 2010 | Барак Обама            | Демократическая                | -63: (256 ► 193)                        | -6: (57 ► 51)                           |
| 2014 | Барак Обама            | Демократическая                | -13: (201 ► 188)                        | -9: (53 ► 44)                           |
| 2018 | Дональд Трамп          | Республиканская                | -41: (241 ► 200)                        | +2: (51 ► 53)                           |
| 2022 | Джо Байден             | Демократическая                | -9: (222 ► 213)                         | +1: (48 ► 49)                           |

## Сравнение с другими всеобщими выборами в США

##### Основная ротациявсеобщих выборов в США(только с фиксированным сроком полномочий)
| Год                                                | 2024 | 2025                          | 2026 | 2027                                             | 2028 |
| Вид                                                | Президентские выборы | Внеочередные выборы           | Промежуточные выборы | Внеочередные выборы                              | Президентские выборы |
| -------------------------------------------------- | --- | ----------------------------- | --- | ------------------------------------------------ | --- |
| Президент                                          | Да | Нет                           | Нет | Нет                                              | Да |
| Сенат                                              | 33 места | Нет                           | 33 места | Нет                                              | 34 места |
| Палата Представителей                              | 435 мест | Нет                           | 435 мест | Нет                                              | 435 мест |
| Губернатор                                         | 11 штатов, 2 территории: Делавэр, Индиана, Миссури, Монтана, Нью-Гэмпшир, Северная Каролина, Северная Дакота, Юта, Вермонт, Вашингтон, Западная Виргиния, Американское Самоа, Пуэрто-Рико | 2 штата: Нью-Джерси, Виргиния | 36 штатов, округ Колумбия, 3 территории: Алабама, Аляска, Аризона, Арканзас, Калифорния, Колорадо,Коннектикут, Флорида, Джорджия, Гавайи, Айдахо, Иллинойс, Айова, Канзас, Мэн, Массачусетс, Мичиган, Миннесота, Небраска, Невада, Нью-Гэмпшир, Нью-Мексико, Нью-Йорк, Огайо, Оклахома, Орегон, Пенсильвания, Орегон, Род-Айленд, Южная Каролина, Южная Дакота, Теннесси, Техас, Вермонт, Висконсин, Вайоминг, округ Колумбия, Гуам, Гуам, Северные Марианские Острова, Виргинские острова | 3 штата: Кентукки, Луизиана, Миссисипи           | 11 штатов, 2 территории: Делавэр, Индиана, Миссури, Монтана, Нью-Гэмпшир, Северная Каролина, Северная Дакота, Юта, Вермонт, Вашингтон, Западная Виргиния, Американское Самоа, Пуэрто-Рико |
| Вице-губернатор                                    | 5 штатов, 1 территория: Делавэр, Миссури, Северная Каролина, Вермонт, Вашингтон, Американская Самоа | 1 штат: Виргиния              | 10 штатов: Алабама, Арканзас, Калифорния, Джорджия, Айдахо, Невада, Оклахома, Род-Айленд,Техас, Вермонт | 2 штата: Луизиана, Миссисипи                     | 5 штатов, 1 территория: Делавэр, Миссури, Северная Каролина, Вермонт, Вашингтон, Американская Самоа |
| Секретарь штата                                    | 8 штатов: Миссури, Монтана, Северная Каролина, Орегон, Пенсильвания, Вермонт, Вашингтон, Западная Виргиния | Нет                           | 26 штатов: Алабама, Аризона, Арканзас, Калифорния, Колорадо, Коннектикут, Джорджия, Айдахо, Иллинойс, Индиана, Айова, Массачусетс, Мичиган, Канзас, Миннесота, Небраска, Невада, Нью-Мексико, Северная Дакота, Огайо, Род-Айленд, Южная Каролина, Техас, Вермонт, Висконсин, Вайоминг | 2 штата: Кентукки, Миссисипи                     | 8 штатов: Миссури, Монтана, Северная Каролина, Орегон, Пенсильвания, Вермонт, Вашингтон, Западная Виргиния |
| Генеральный прокурор штата                         | 10 штатов: Индиана, Миссури, Монтана, Северная Каролина, Орегон, Пенсильвания, Юта, Вермонт, Вашингтон, Западная Виргиния | 1 штат: Западная Виргиния     | 29 штатов, округ Колумбия, 2 территории: Алабама, Аризона, Арканзас, Калифорния, Колорадо, Коннектикут, Флорида, Джорджия, Айдахо, Иллинойс, Айова, Канзас, Мэрилэнд, Массачусетс, Мичиган, Миннесота, Небраска, Невада, Нью-Мексико, Нью-Йорк, Северная Дакота, Огайо, Оклахома, Род-Айленд, Южная Каролина, Техас, Висконсин, Вайоминг, Округ Колумбия, Гуам, Северные Марианские Острова | 2 штата: Кентукки, Миссисипи                     | 10 штатов: Индиана, Миссури, Монтана, Северная Каролина, Орегон, Пенсильвания, Юта, Вермонт, Вашингтон, Западная Виргиния |
| Казначей штата                                     | 9 штатов: Миссури, Северная Каролина, Северная Дакота, Орегон, Миссури, Миссури, Пенсильвания, Юта, Вермонт, Вашингтон, Западная Виргиния | Нет                           | 23 штата: Алабама, Аризона, Арканзас, Калифорния, Колорадо, Коннектикут, Флорида, Джорджия, Айдахо, Иллинойс, Индиана, Айова, Канзас, Мэрилэнд, Массачусетс, Мичиган, Миннесота, Небраска, Невада, Нью-Мексико, Нью-Йорк, Северная Дакота, Огайо, Оклахома, Род-Айленд, Южная Каролина, Вермонт, Висконсин, Вайоминг | 2 штата: Кентукки, Миссисипи                     | 9 штатов: Миссури, Северная Каролина, Северная Дакота, Орегон, Миссури, Миссури, Пенсильвания, Юта, Вермонт, Вашингтон, Западная Виргиния |
| Контролёр штата                                    | Нет | Нет                           | 8 штатов: Калифорния, Коннектикут, Иллинойс, Мэриленд, Невада, Нью-Йорк, Южная Каролина, Техас | Нет                                              | Нет |
| Аудитор штата                                      | 9 штатов: Монтана, Северная Каролина, Северная Дакота, Пенсильвания, Юта, Вермонт, Вашингтон, Западная Виргиния, Гуам | Нет                           | 15 штатов: Алабама, Аризона, Делавэр, Индиана, Айова, Массачусетс, Миннесота, Монтана, Небраска, Нью-Мексико, Огайо, Оклахома, Южная Дакота, Вермонт, Вайоминг | 1 штат: Кентукки                                 | 9 штатов: Монтана, Северная Каролина, Северная Дакота, Пенсильвания, Юта, Вермонт, Вашингтон, Западная Виргиния, Гуам |
| Суперинтендант государственного образования        | 4 штата: Монтана, Северная Каролина, Северная Дакота, Вашингтон | 1 штат: Висконсин             | 8 штатов: Аризона, Калифорния, Джорджия, Айдахо, Оклахома, Южная Каролина, Южная Дакота, Вайоминг | Нет                                              | 4 штата: Монтана, Северная Каролина, Северная Дакота, Вашингтон |
| Комиссионер по сельскому хозяйству                 | 2 штата: Северная Каролина, Западная Виргиния | Нет                           | 7 штатов: Алабама, Флорида, Джорджия, Айдахо,Северная Дакота, Южная Каролина, Техас | 2 штата: Кентукки, Миссисипи                     | 2 штата: Северная Каролина, Западная Виргиния |
| Страховой инспектор                                | 3 штата: Северная Каролина, Северная Дакота, Вашингтон | Нет                           | 5 штатов: Делавэр, Калифорния, Джорджия, Канзас, Оклахома | 2 штата: Луизиана, Миссисипи                     | 3 штата: Северная Каролина, Северная Дакота, Вашингтон |
| Другие члены комиссии и избранные должностные лица | 1 штат: Северная Каролина | Нет                           | 8 штатов: Аризона, Аризона, Джорджия, Нью-Мексико, Северная Дакота, Оклахома, Орегон, Техас | Нет                                              | 1 штат: Северная Каролина |
| Законодательные органы штатов                      | 44 штата, округ Колумбия, 5 территорий: Аляска, Арканзас, Аризона, Калифорния, Колорадо, Коннектикут, Делавэр, Флорида, Джорджия, Гавайи, Айдахо, Иллинойс, Индиана, Айова, Канзас, Кентукки, Мэн, Массачусетс, Мичиган, Миннесота, Небраска, Невада, Нью-Гэмпшир, Нью-Мексико, Нью-Йорк, Северная Каролина, Северная Дакота, Огайо, Оклахома, Орегон, Пенсильвания, Род-Айленд, Южная Каролина, Южная Дакота, Теннесси, Техас, Юта, Вермонт, Вашингтон, Западная Виргиния, Висконсин, Вайоминг, округ Колумбия, Американское Самоа, Гуам, Северные Марианские Острова, Пуэрто-Рико, Виргинские острова | 2 штата: Виргиния, Нью-Джерси | 44 штата, округ Колумбия, 5 территорий: Аляска, Арканзас, Аризона, Калифорния, Колорадо, Коннектикут, Делавэр, Флорида, Джорджия, Гавайи, Айдахо, Иллинойс, Индиана, Айова, Канзас, Кентукки, Мэн, Массачусетс, Мичиган, Миннесота, Небраска, Невада, Нью-Гэмпшир, Нью-Мексико, Нью-Йорк, Северная Каролина, Северная Дакота, Огайо, Оклахома, Орегон, Пенсильвания, Род-Айленд, Южная Каролина, Южная Дакота, Теннесси, Техас, Юта, Вермонт, Вашингтон, Западная Виргиния, Висконсин, Вайоминг, округ Колумбия, Американское Самоа, Гуам, Северные Марианские Острова, Пуэрто-Рико, Виргинские острова | 4 штата: Луизиана, Миссури, Нью-Джерси, Виргиния | 44 штата, округ Колумбия, 5 территорий: Аляска, Арканзас, Аризона, Калифорния, Колорадо, Коннектикут, Делавэр, Флорида, Джорджия, Гавайи, Айдахо, Иллинойс, Индиана, Айова, Канзас, Кентукки, Мэн, Массачусетс, Мичиган, Миннесота, Небраска, Невада, Нью-Гэмпшир, Нью-Мексико, Нью-Йорк, Северная Каролина, Северная Дакота, Огайо, Оклахома, Орегон, Пенсильвания, Род-Айленд, Южная Каролина, Южная Дакота, Теннесси, Техас, Юта, Вермонт, Вашингтон, Западная Виргини, Висконсин, Вайоминг, округ Колумбия, Американское Самоа, Гуам, Северные Марианские Острова, Пуэрто-Рико, Виргинские острова |
| Управление по делам образования в штате            | 8 штатов, округ Колумбия, 3 территории: Алабама, Колорадо, Канзас, Мичиган, Небраска, Огайо, Техас, Юта, округ Колумбия, Гуам, Северные Марианские Острова, Виргинские Острова | Нет                           | 8 штатов, округ Колумбия, 3 территории: Алабама, Колорадо, Канзас, Мичиган, Небраска, Огайо, Техас, Юта, округ Колумбия, Гуам, Северные Марианские Острова, Виргинские Острова | Нет                                              | 8 штатов, округ Колумбия, 3 территории: Алабама, Колорадо, Канзас, Мичиган, Небраска, Огайо, Техас, Юта, округ Колумбия, Гуам, Северные Марианские Острова, Виргинские Острова |
| Другие государственные, местные и этнические офисы | Варьируется | Варьируется                   | Варьируется | Варьируется                                      | Варьируется |